# Monohelea pekae
Monohelea pekae är en tvåvingeart som beskrevs av Remm 1980. Monohelea pekae ingår i släktet Monohelea och familjen svidknott. Inga underarter finns listade i Catalogue of Life.